# Nicolae Calancea
Nicolae Calancea (n. 29 august 1986, Chișinău, RSS Moldovenească, URSS) este un fotbalist moldovean, care joacă pe post de portar la Sfântul Gheorghe în Super Liga. Pe plan internațional, are prezențe la națională pentru Republica Moldova.